# Голдсборо (Северная Каролина)
Голдсборо (англ. Goldsboro) — город в Северной Каролине, административный центр округа Уэйн. В 2006 году в городе проживало 38 023 человек. Основан в 1787 году, в 1847 году стал городом. Расположен в месте впадения Литл-ривер в Ньюс в 35 милях на юго-восток от Гринвилл и в 55 милях на юго-запад от Роли. Здесь расположена Военно-воздушная база Сеймура Джонсона.
24 января 1961 года вблизи от города потерпел катастрофу стратегический бомбардировщик B-52G с двумя термоядерными бомбами на борту. Хотя боеприпасы были повреждены, взрыва и радиоактивного заражения местности не последовало.

## История
Примерно в 1787 году, когда был образован округ Уэйн, вокруг здания окружного суда вырос город Уэйнсборо. В 1787 году Уильям Уитфилд III (сын Уильяма Уитфилда II) и его сын были назначены директорами и попечителями для проектирования и строительства нового города. Расположенный на восточном берегу реки Нойз, город стал центром графства. Рост населения в Уэйнсборо продолжался в течение 1830-х годов. Однако все изменилось, когда в начале 1840-х годов была построена железная дорога Уилмингтон-Уэлдон. К тому времени на пересечении железной дороги и Нью-Берн-Роуд был построен отель, который превратился в общину после того, как поезд начал перевозить оттуда пассажиров.
Все больше и больше горожан вскоре переселялись из Уэйнсборо в эту растущую деревню, названную в конце концов "узлом Голдсборо" в честь майора Мэтью т. Голдсборо, помощника главного инженера железнодорожной линии. Позже это было сокращено просто до Голдсборо. В 1847 году город был инкорпорирован и стал новым центром округа Уэйн после голосования граждан округа Уэйн. Местная легенда гласит, что сторонники Голдсборо положили самогон в колодец города, чтобы побудить людей голосовать за Голдсборо.
В последующие десятилетия рост Голдсборо продолжался отчасти за счет новых железнодорожных соединений с Шарлоттой и Бофортом. К 1861 году население города оценивалось в 1500 человек. К этому времени город превратился в крупные хлопковые плантации, зависящие от труда порабощенных афроамериканцев, поскольку изобретение хлопкового Джина позволило выгодно выращивать хлопок с коротким штапелем в горных районах.
Благодаря своему значению в качестве железнодорожного узла, Голдсборо сыграл значительную роль в Гражданской войне, как для размещения войск Конфедерации, так и для транспортировки их поставок. Город также имел на своей территории госпитали для солдат, раненных в соседних сражениях.